# Club Social y Deportivo Colo-Colo (futsal)
La rama de fútbol sala del Club Social y Deportivo Colo-Colo fue creada en la década de 1980, y desde 2016 participa nuevamente en el Campeonato Nacional de Futsal ANFP.

## Historia
Pese a que sus inicios son anteriores a la década de 1980, es durante esta época cuando se disputan los primeros torneos asociados, generalmente con jugadores pertenecientes al área juvenil. Sin embargo, se hace en modalidades sin reglamentación FIFA. 
En 1993 el equipo participa del primer Torneo Interclubes de Futsal de Chile, disputado en el Teatro Monumental. Este equipo fue dirigido por el técnico argentino Vicente de Luise y contó como refuerzos a los jugadores Gabriel Valarin y Gustavo Romero, todos parte del plantel albiceleste que participó en la Copa Mundial de fútbol sala de la FIFA 1992. 
Luego de varios intentos del resurgimiento durante la década de los noventa, que estuvieron más cercanos al Showbol, la rama entra en receso. 
En 2010 la rama vuelve a ingresar a los torneos organizados directamente por la ANFP, siendo parte del torneo oficial. No obstante, la rama no continuó en la competencia, debido a problemas de organización del torneo. 
La rama volvió a la cancha en 2016 cumpliendo una gran campaña durante el debut. No obstante, la mejor campaña la cumple en el certamen de 2017, titulándose campeón por primera vez en el nuevo formato de torneo. Esto le otorgó a los albos el paso a la Copa Libertadores de Futsal 2018.
Durante 2018 la rama volvió a tener problemas de continuidad, perdiendo la categoría ya que no se presentó a varios encuentros. Esto hizo que Blanco y Negro S.A. entregara su administración al CSD Colo-Colo a partir de 2019. Los nuevos administradores llevaron al equipo al ascenso a la división de honor, para posteriormente cumplir destacadas actuaciones a nivel local.

## Datos del club
- Temporadas en Primera División: 6
- Temporadas en Segunda División: 1

- Participaciones internacionales:
  - Copa Libertadores de Futsal (1): 2018

## Entrenadores
- Vicente de Luise (1993)
- Marco Muñoz (2017)
- Juan Carrasco (2017)
- Luis Mena (2018)
- Carlos Véliz (2018-2019)
- Luis Espinoza (2019-2020)
- León Moyano (2020-2023)
- Ricardo Chávez (2024-)

## Palmarés

### Torneos nacionales
- Campeonato Nacional de Futsal ANFP (4): Clausura 2017, Clausura 2022, Clausura 2024,[1] Apertura 2025
- Supercopa (2): 2017, 2024[2]
- Primera B (1): Apertura 2019
- Torneo Interclubes de Futsal de Chile (1): 1993

### Torneos formativos
- Sub-20 (1): 2024[3]